# دانشگاه زیمبابوه

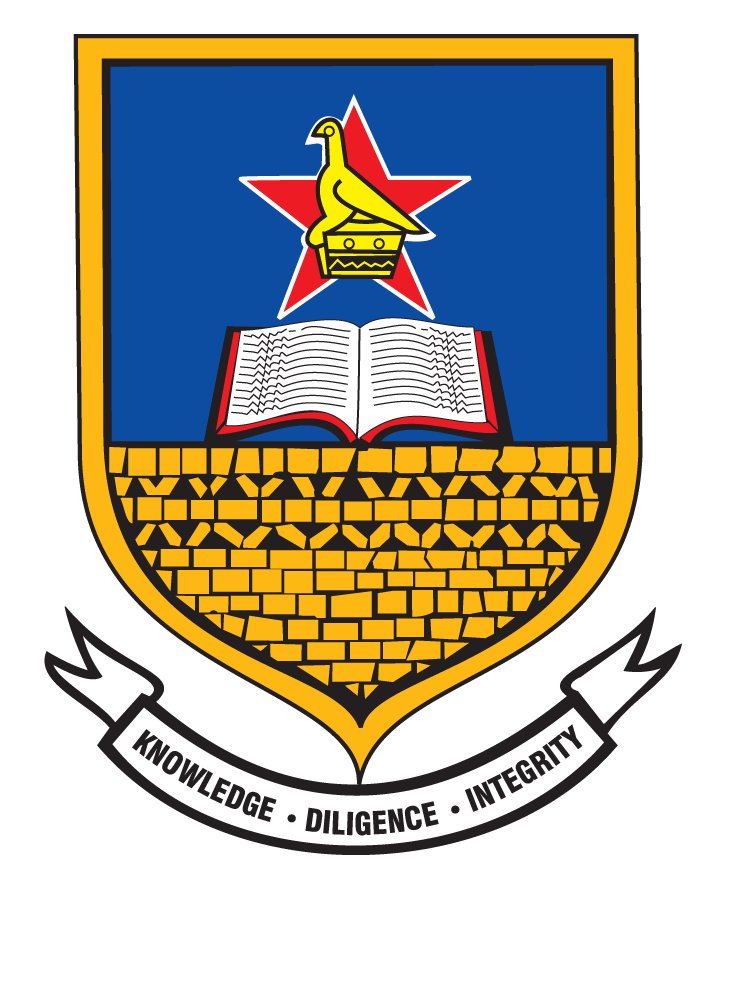
لوگوی دانشگاه زیمبابوه

دانشگاه زیمبابوه (به انگلیسی: University of Zimbabwe)، نام اولین و بزرگترین دانشگاه در کشور زیمبابوه است که در سال ۱۹۵۲ در شهر هَراره تأسیس شد.
دانشگاه زیمبابوه، دانشگاهی دولتی است و زبان درسی در این دانشگاه، انگلیسی می‌باشد.